# Katherina Boudewyns
Katherina Boudewyns (Brussel, omstreeks 1520 — aldaar, na 1603), was een dichteres uit de Zuidelijke Nederlanden, die in Brussel leefde en werkte. Het van haar bekende oeuvre bestaat uit contrareformatorische, lyrische en dramatische troostpoëzie.

## Leven

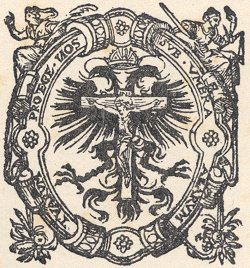
De gekruisigde Christus op het titelvignet van Het Prieelken der Gheestelyker Wellusten, 1587

Omstreeks 1550 trouwt zij met de edelman Nicolaas de Zoete, die in 1559 tot secretaris van de Raad van Brabant wordt benoemd. Uit het Spaans vertaalt zij een werk van predikant Seraphin de Fermo onder de titel Een schoon tractaet van der excellenter Deucht der Discretien. Het in 1568 in Brussel uitgegeven werk is opgedragen aan abdis Barbara Tasse van de abdij Ter Kameren.
Opgescheept met de zorg over haar drie zonen en beide dochters na het voortijdige overlijden van haar echtgenoot, schijnt zij in nood te zijn gekomen. Gravin Margaretha van Arenberg, geboren Van der Mark (1527-1599), aan wie zij haar Prieelken der geheestlyker wellusten in 1587 opdraagt, wordt haar beschermvrouw. Dit werk, geschreven in de geest van de middeleeuwen, vertoont tevens affiniteit met dat van de rederijkers.
In tegenstelling tot de strijdvaardigheid die spreekt uit het oeuvre van een eerdere dichteres als Anna Bijns, die fulmineerde tegen de lutheranen, stralen haar tegen de calvinisten gerichte werken ontstaan toen Brussel van 1581 tot 1584 onder hun bestuur viel, veeleer berusting uit.
In 1603 verschijnt een tweede druk van haar Prieelken. Op grond hiervan neemt men aan dat zij toen nog in leven was. In 1927 verschijnt een moderne uitgave door toedoen van Dr. H. van Belle.

## Werken
- Een schoon tractaet, sprekende van der excellenter Deucht der Discretien, zeer nootelyck en profytelyc voor alle menschen die begeren te comen oft te geraken totter Christelycker perfectien ofte volmaectheyt. Gemaeckt by den Eerw. vader in Gode heer Seraphin de Fermo, in synder tyt een excellent gheleert Predicant, enz., Brussel, 1568.
- Bruygom ende Bruyt inder Cantycken, 1587
- Het prieelken der gheestelyker wellusten, 1587
- Liefde ende Eendrachticheyt, 1587

## Voetnoten en literatuurverwijzing
1. ↑  G.J. van Bork & P.J. Verkruijsse (red.), De Nederlandse en Vlaamse auteurs van middeleeuwen tot heden met inbegrip van de Friese auteurs, De Haan, Weesp, 1985, blz. 97
2. ↑  De eendragt: veertiendaegsch tijdschrift voor letteren, kunsten en wetenschappen, Volumes 1-7, Michiels, 1847, blz. 74-75
3. ↑  J.G. Frederiks en F. Jos. van den Branden, Biographisch woordenboek der Noord- en Zuidnederlandsche letterkunde, L.J. Veen, Amsterdam, 1888-1891, blz. 103. Gearchiveerd op 8 maart 2023.
4. ↑  W.J.C. Buitendijk, Het calvinisme in de spiegel van de Zuid-Nederlandse literatuur der Contra-Reformatie, J.B. Wolters' Uitgevers-Maatschappij, Groningen/Batavia, 1942, blz. 116-120. Gearchiveerd op 4 februari 2022.
5. ↑  G.S. Overdiep, Geschiedenis van de letterkunde der Nederlanden. Deel 3, Standaard Boekhandel, Antwerpen/Brussel, Teulings' Uitgevers-maatschappij, ’s-Hertogenbosch, z.j. [ 1944 ], blz. 139-141. Gearchiveerd op 28 september 2021.

- Biografisch Portaal: 36767196
- Digitale Bibliotheek voor de Nederlandse Letteren: boud005
- International Standard Name Identifier: 0000 0003 9475 5991
- Virtual International Authority File: 210393547
- WorldCat: E39PBJqbgcpGyF9yp6x9JhdJDq